# Salle de séjour Ouest

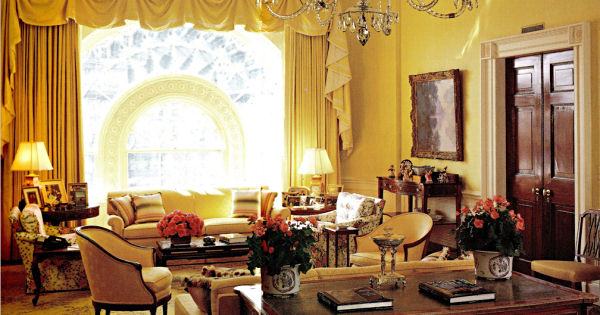
La Salle de séjour Ouest pendant l'administration de Bill Clinton.

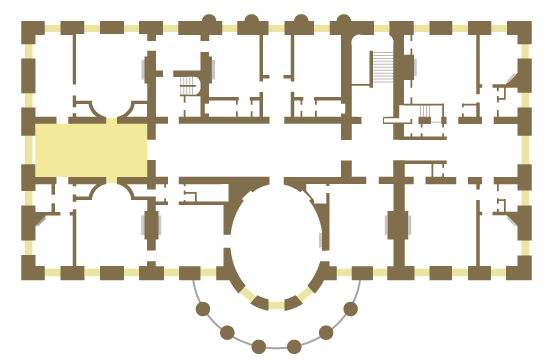
Plan du second étage avec en jaune la salle de séjour Ouest

La Salle de séjour ou salon Ouest  (en anglais West Sitting Hall) est située au deuxième étage de la résidence exécutive de la Maison-Blanche, la résidence du Président des États-Unis.

## Description
On entre dans la pièce par le Hall Central par le côté Est. La pièce contient une fenêtre-lunette sur le mur Ouest donnant sur la Colonnade de l'aile Ouest avec en arrière-plan le Old Executive Office Building. La pièce est utilisée par le président et sa famille comme un salon moins formel que la Yellow Oval Room. 

## Histoire
L'architecte de la Maison-Blanche James Hoban avait dans son plan initial (1793) et dans sa  reconstruction (1814) placé un double escalier à l'impériale à cet emplacement. Le plan original de James Hoban ne fut pas tout à fait respecté,  Thomas Jefferson ayant engagé Benjamin Henry Latrobe en 1803 pour inverser l'orientation de l'escalier.
Les restaurations de 1869 simplifièrent l'escalier en le déplaçant le long du côté Nord de l'espace et permettant d'installer un emplacement pour s'assoir sur le côté Sud. Les présidents et leur épouse pouvaient descendre au Cross Hall situé en dessous pendant les dîners d'État et les distractions officielles. 
L'endroit n'a été principalement utilisée que comme un grand escalier avant que le Président Ulysses Grant le refasse, permettant de disposer de place pour installer des fauteuils près de la fenêtre.
L'escalier de 1869 fut supprimé sous l'administration Theodore Roosevelt lors de  la reconfiguration de la Maison-Blanche par l'architecte Charles Follen McKim. Ses plans enlevaient entièrement la cage d'escalier Ouest créant de l'espace pour agrandir la Salle à manger d'État et déplaçaient l'escalier de cérémonie à l'emplacement de l'actuel Grand escalier.
Eleanor Roosevelt appréciait beaucoup la pièce. Peu après, pendant la reconstruction de la Maison Blanche sous Harry Truman, les architectes encadrèrent le hall avec de solides éléments et en firent un séjour. Une double porte la séparant du hall central fut installée pour offrir plus d'intimité.
À cette période, l'ascenseur de la cuisine fut étendu jusqu'à cet étage et sa porte d'accès ouvrait alors sur cette pièce; Lors de la restauration du bâtiment sous la présidence  Kennedy celui-ci s'ouvrait désormais dans le petit hall, quand la pièce au nord fut convertie en cuisine familiale.
Bien qu'à usage familial, la pièce servit aussi pour des réceptions d'hôtes de la Maison-Blanche dans un cadre plus intime. Le couple Reagan y reçut ainsi le Prince Charles et la Princesse Diana. 
La pièce, dans une reconstitution assez fidèle, apparait dans presque tous les épisodes de la saison 4 de House of Cards (2015).